# Lex Karsemeijer

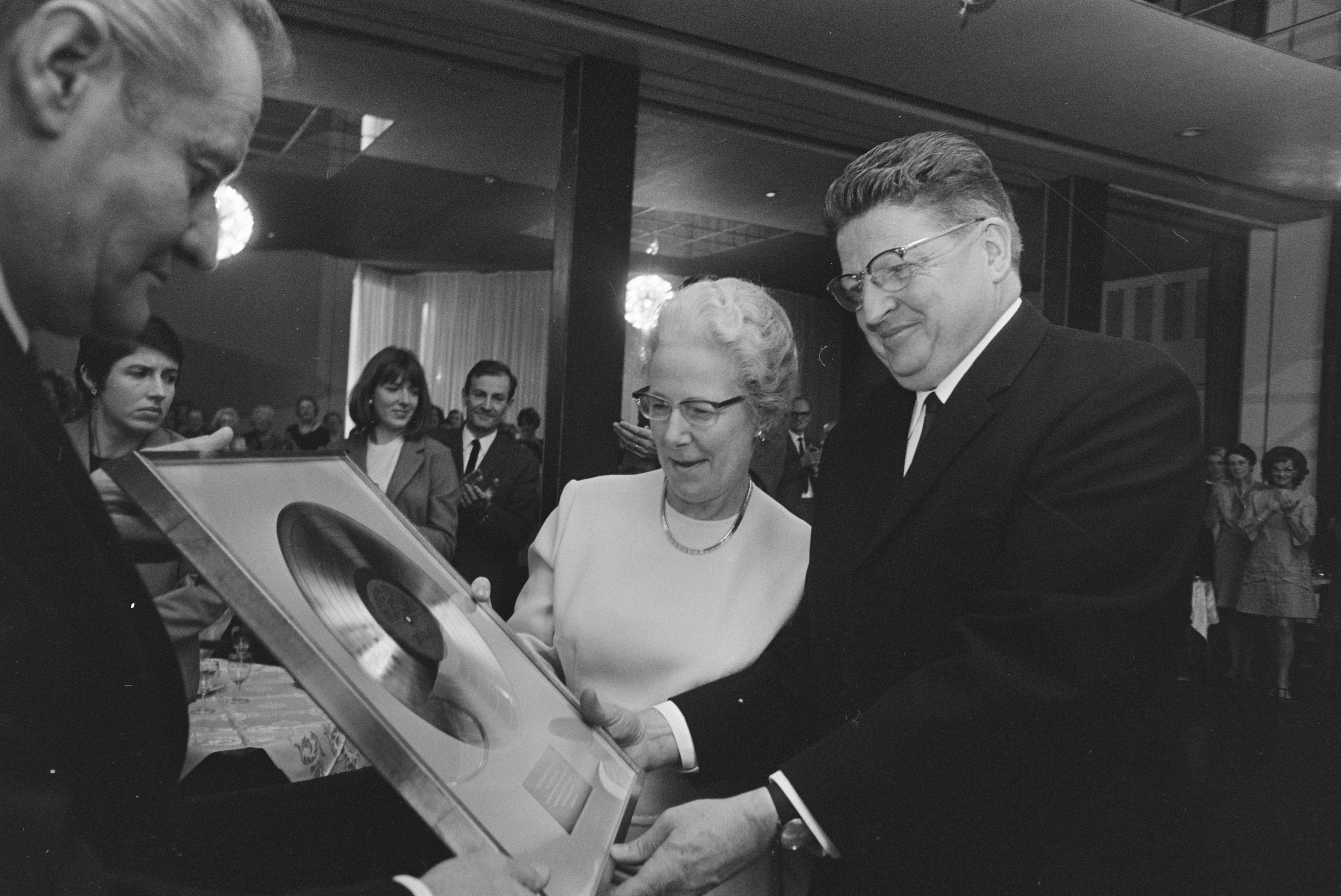
Mies en Lex bij 25 jaar Pro Musica.

Alexander Leopold Ferdinand (Lex) Karsemeijer (Amsterdam, 28 augustus 1912 – Bussum, 12 december 1991) was een Nederlands zanger en koordirigent.

## Levensloop
Lex Karsemeijer begon zijn carrière als tenor. Hij was gespecialiseerd in oratoria; hij stond daarin op podia met Jo Vincent, Guus Hoekman en Annie Hermes. Hij soleerde meer dan 200 keer in de Matthäus-Passion van Johann Sebastian Bach. Hij was een lid van het kwartet dat de ochtendwijdingen van de VPRO van gezangen voorzag. In 1952 stichtte hij samen met zijn vrouw Mies het meisjeskoor Sweet Sixteen met onder andere een destijds bekend liedje Peter. Twintig jaar lang stond hij aan het hoofd van dat radiokoor, waarvan het repertoire voornamelijk bestond uit romantische liedjes. Het koor werd in 1972 opgeheven. Hij was ook jarenlang chef lichte muziek bij de omroep NCRV, samen met Johan Bodegraven presentator van Ster-avonden en vanaf 1943 leider van mede door Lex en Mies opgerichte gemengde koor Pro Musica . In 1975 ging hij vanwege gezondheidsklachten met pensioen bij de NCRV.
Karsemeijer stierf in 1991 op 79-jarige leeftijd in zijn woonplaats Bussum. Hij was ridder in de Orde van Oranje-Nassau.

## Familie
Hij was zoon van musicus Johan Adriaan Karsemeijer en Hendrika Vermaas, wonende in de Rustenburgerstraat.
Hij was getrouwd met zangeres/pianiste Maria Elisabeth Spruit (Tante Mies; Amsterdam, 28 februari 1909 - Bussum, 23 januari 1975). Zij maakte voor haar huwelijk deel uit van Cabaret Edwin van Edwin Gubbins Doorenbos dat in Het Gooi opereerde. Zij schreef tal van liedjes.
Dochters Marian en Annerieke hadden in 1957 en 1958 enig succes met hun:
- single Philips 317736 met De Engelse leraar, geschreven door Ger Rensen (tekst), Johnny Hoes (muziek) en uitgevoerd met het orkest van Addy Kleijngeld en Onze paps begrijpt ons niet van Jack Bulterman
- ep Philips 422159 met Nog nooit bracht je mij naar huis; een cover van Tonight you belong to me; Die goeie ouwe tijd (Veriss, Portengen) en bovengenoemde twee nummers.

Rudolf Karsemeijer, oudere broer van Lex, was componist; diens vrouw zangeres Aukje de Jong.